# Арабния, Хамид
Хамид Р. Арабния — профессор информатики из Университета Джорджии, главный редактор «Журнала суперкомпьютерных вычислений» с 1997 года, а также главный организатор международного исследовательского конгресса WORLDCOMP, занимавший в нём целый ряд руководящих и редакторских постов начиная с 1995 года. На протяжении многих лет Хамид Арабния ежегодно организовывал целую серию конференций, на которые принимал все статьи без разбора и рецензирования, включая свои собственные, активно подтасовывал факты, занимался плагиатом, запугивал судебными преследованиями критиков. К 2010 году, несмотря на все его старания, авторитет конференций, входящих в конгресс WORLDCOMP, упал, они перестали индексироваться DBLP и были внесены в чёрные списки университетами Бразилии, Канады, Китая, Индии и Северной Кореи, и только к 2013 году в сети появились сайты, подробно и доказательно освещающие его деятельность. Фальшивые и недобросовестные конференции в научной среде не такая уж и редкость, но WORLDCOMP является самой крупной, масштабной и долгоиграющей аферой подобного плана.
Действия Хамида Арабнии включали:
- Беспрецедентный объём редакторской работы — в его резюме перечислены 172 сборника трудов, в которых он был единственным или одним из двух-трёх редакторов[1]. Такой объём работ физически невозможно выполнить одному человеку, если статьи действительно рецензировать.
- Снижение минимального объёма публикуемой статьи до 2 страниц[6] в ответ на падение интереса к конгрессу. В научной среде работы подобного объёма считаются тезисами (abstract) или расширенными тезисами (extended abstract), но не полноценными статьями. Однако, если сослаться на такую работу, не указывая номера страниц, она может сойти за «настоящую» статью.
- Фальсификация процесса рецензирования: все статьи принимались без поправок, что в научной среде беспрецедентно даже в единичных случаях, не говоря уж о стабильном многолетнем потоке работ. В частности, среди опубликованных в составленных им сборниках трудов статей был обнаружен плагиат, бессистемно составленный из нестыкующихся друг с другом фрагментов статей[7][неавторитетный источник]. В большинстве случаев упоминается абстрактный комитет из независимых экспертов, список которых потом нигде не публикуется.
- Выбор ключевых докладчиков, читавших пленарные лекции, преимущественно из круга близких друзей. В любом случае они получали после своего доклада «официальную» премию за особые заслуги перед наукой[8][неавторитетный источник], нередко в обмен на вручение подобной награды самому Арабнии.
- Разрешение открытого вступления в программные комитеты конференций[9]. Так как в программные комитеты учёные чаще попадают по приглашению, а не по собственному запросу, то таким образом Арабния снижал вероятность того, что они будут задавать вопросы о том, почему им как рецензентам не пришла ни одна статья на отзыв (а не приходили они потому, что принимались сразу без проверки).
- Создание анонимного сайта рейтингов конференций http://cs-conference-ranking.org — используемые на сайте метрики регулярно менялись ради того, чтобы конференции WORLDCOMP оказывались лучше всех. Сборники трудов и сайты конференций WORLDCOMP при этом активно ссылались на эти рейтинги, а на сайте самих рейтингов не было указано возможности связаться с их создателями. Связь сайта рейтингов с Арабнией была раскрыта из-за исходящих от него угроз тем, кто критиковал этот сайт[10][неавторитетный источник].
- Юридическое преследование или угрозы преследования тем, кто публично высказывался против конгресса. Ключевой фигурой в этом выступала дочь Хамида, Самира Арабния, адвокат[11].
- Активное использование прессы[12], Википедии[13][неавторитетный источник], странички на LinkedIn[14], списков рассылки и многочисленных собственных сайтов для распространения выставляющих его в выгодном свете историй о преследовании честного профессора злыми и завистливыми клеветниками. На сайте RateMyProfessors[англ.] все комментарии на его странице написаны в одном восторженном стиле, отличающемся от встречающихся на прочих разделов того же сайта, что заставляет подозревать их в подложности[15]. В других случаях он использовал подставные имена (существование учёных легко проверяется наличием у них публикаций в профильных журналах и сборниках трудов конференций): Mohammad Homayoun, John Brown, etc.
- На протяжении более десяти лет он занижал в отчётах своему университету стопроцентную норму приёма статей до 25-31 %[10]. (При отсутствии других убедительных аргументов считается, что чем ниже норма, тем разборчивее, а значит, лучше конференция).
- По крайней мере один раз Хамид Арабния вручил премию самому себе: на конференции BIBE 2007 он занимал посты советника оргкомитета, сопредседателя программного комитета и председателя призового комитета. На той же конференции он сам себя пригласил выступить с пленарным докладом (так как ключевых докладчиков приглашает оргкомитет). В резюме Арабнии такие детали, разумеется, опущены[1][16].
- Регистрационный взнос за каждую статью Арабнии был выплачен из бюджета Университета Джорджии и его проектов. Деньги большей частью уходили напрямую к нему в карман (конференционные залы предоставлялись им бесплатно при наличии достаточного количества участников, которые за свои средстве селились в той же гостинице, где проходил конгресс), либо в издательство CSREA Press, в котором печатались все сборники трудов. Владельцы этого издательства — близкие родственники Хамида Арабнии[17]. Речь идёт о 2500 участниках, плативших 500 долларов США ($1’250’000 каждый год), плюс вкладах корпоративных спонсоров.